# David Silverman

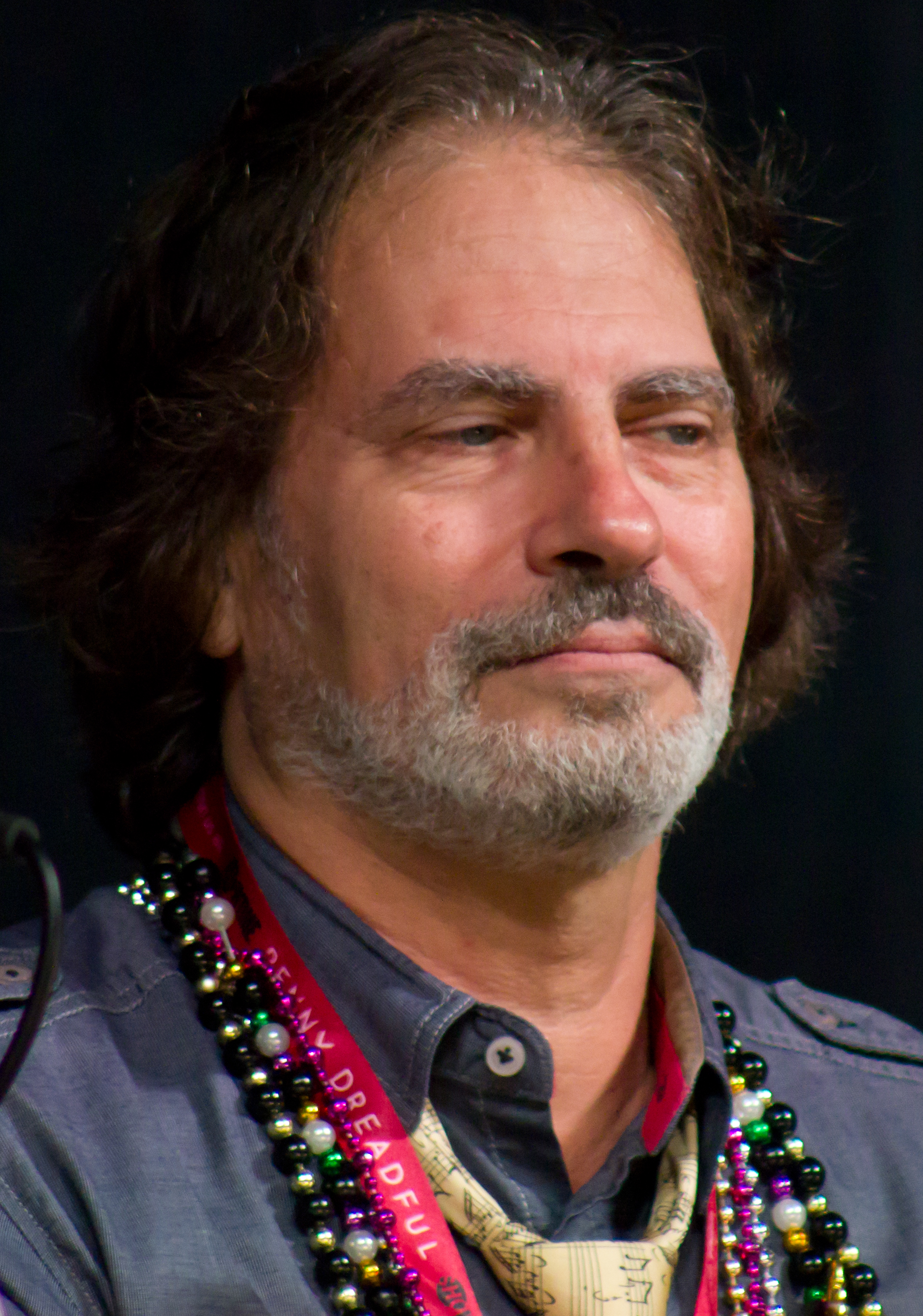
David Silverman (2014)

David Silverman (* 15. März 1957 in New York City) ist ein amerikanischer Animator. Er ist bekannt für die Animation der ersten Folgen der Fernsehserie Die Simpsons und arbeitete auch an Filmen wie Ice Age und Die Monster AG mit. Silverman ist auch als Regisseur an den Simpsons und anderen Produktionen beteiligt. 1992 wurde er in der Kategorie Outstanding Individual Achievement in the Field of Animation mit einem Annie Award geehrt.
Silverman ist zudem Regisseur des 2007 veröffentlichten Films Die Simpsons – Der Film.
2012 inszenierte er den Simpsons-Kurzfilm Der längste Kita-Tag, der 2013 in der Kategorie Bester animierter Kurzfilm für den Oscar nominiert wurde. Der Animationsfilm wurde im Rahmen des 20. Trickfilmfestival Stuttgart gezeigt, welches er als Gast bereits etliche Male bereicherte. 2013 war er dort neben Peter Smith und Jannes Hendrikz Jurymitglied in der Kategorie Cartoons for Teens.
2021 wurde der von Silverman inszenierte Film Die Flummel veröffentlicht.